# محافظة دينية
المحافظة الدينية هي توجه فكري يسعى إلى تطبيق تعاليم الدين في السياسة والحياة العامة. قد يظهر هذا التوجه من خلال الدعوة العلنية إلى تلك التعاليم، أو من خلال التأثير على القوانين لتتماشى مع القيم والمبادئ الدينية.
في كثير من الدول، يسعى التيار المحافظ سياسيًا إلى الحفاظ على البنية التقليدية للأسرة والقيم الاجتماعية المستمدة غالبًا من تعاليم دينية. ويميل المحافظون الدينيون إلى معارضة قضايا مثل الإجهاض، وسلوكيات أو هويات مجتمع الميم، وتعاطي المخدرات، والعلاقات الجنسية خارج إطار الزواج.
يستند هذا التيار في مواقفه إلى مبادئ دينية يعتبرها أساسًا للأخلاق العامة، كما يدعو إلى تعزيز دور الدين في الحياة العامة ومؤسسات الدولة. ومن الأمثلة على ذلك التأكيد على أن الزواج يجب أن يكون بين رجل وامرأة، ورفض الزواج المثلي أو أشكال التعايش بين أشخاص من الجنس نفسه.
يتنوع حضور المحافظة الدينية حسب السياق الثقافي والسياسي والديني في كل بلد، فبينما تُعدّ أساسًا في بعض الدول ذات الطابع الديني المحافظ، تواجه معارضة واسعة في المجتمعات العلمانية أو الليبرالية التي تفصل بين الدين والسياسة.